# Burg Wolfshausen
Die Burg Wolfshausen ist eine abgegangene mittelalterliche Burg im Ortsteil Wolfshausen der Gemeinde Elsendorf im niederbayerischen Landkreis Kelheim von Bayern. Die Anlage befand sich 110 m südwestlich der katholischen Kapelle St. Martin und St. Nikolaus von Wolfshausen.

## Beschreibung
Die Burganlage befand sich im südlichen Teil von Wolfshausen. Ehemals befand sich in einem Wassergraben von ca. 75 m Seitenlänge eine Insel mit den Ausmaßen von 75 × 55 m, darauf war der Burgplatz. Der Graben wurde vom Allakofener Bach gespeist. Ein möglicher Grund für die Errichtung der Anlage wird der von Regensburg über Langquaid nach Mainburg führende Weg gewesen sein. 500 m nördlich der Burg verlief zudem der wichtige Weg von Landshut nach Pförring.

## Geschichte
Der vermutlich edelfreie Ortsadelige Asgirich de Wolfihusin und sein Sohn werden 1089 als Zeugen in einer Tradition des Klosters Weltenburg genannt. Ob bereits damals die Burg Wolfshausen bestanden hat, ist nicht sicher. Aber 1328, als Wolfhart und Gebhart von Wolfshausen eine ihnen eigentümliche Hube zu Haunsbach an Albrecht von Meilenhofen verkauften, wird die Burg sicher schon errichtet gewesen sein. Die beiden Wolfshausener erscheinen nochmals 1367 beim Übergang dieser Hube an das Kloster Münchsmünster, danach dürfte diese Familie erloschen sein.
Nach dem Aussterben der Wolfshausener kamen die Burg und die Besitzungen an die Saller von Meilenhofen. 1393 urkundet erstmals Leonhard der Saller von Meilenhofen. Danach erscheinen noch seine Söhne Peter und Ulrich 1434 bei der Aufteilung der Güter. Wolfshausen ist seit 1434 als Hofmark ausgewiesen. Peter von Meilenhofen († 1435) wird damals als Pfleger von Neueglofsheim bezeichnet, 1435 ist er Pfleger von Kelheim. Ulrich von Meilenhofen ist 1438 Pfleger von Altmannstein und dann bis 1452 Pfleger von Neustadt an der Donau. Er ist anscheinend ohne Erben verstorben, und Wolfshausen geht 1452 an seinen Bruder Konrad über. Bei einer Erbteilung zwischen Konrads Söhnen Georg und Leonhard 1466 kommt Wolfshausen mit weiteren Besitzungen an den Leonhard († 1492). Dieser ist 1468 als Pfleger von Hemau und 1470 als Pfleger von Mainburg und im gleichen Jahr als Pfleger von Abbach bezeugt. Die Söhne des Leonhard von Saller, Leonhard und Sebastien, leben beide in Neustadt und nennen sich nicht mehr nach Wolfshausen oder nach Meilenhofen. Sebastian wird der Erbe von Wolfshausen und verstirbt ohne Nachkommen. Dann scheint Wolfshausen an die Luchows gekommen zu sein, denn am 20. Juni 1526 verkauft Barbara Mistelbach von Mistelbach, geb. Luchow, einen Teil des Sallener Erbes an Gabriel Blass und seine Frau, ebenfalls eine geborene Luchow. Am gleichen Tag erwirbt dieses Ehepaar einen weiteren Teil des Sallener Besitzes von den Kindern des verstorbenen Alexander von Luchow. Eine mit den Sallernern verwandte Cäcilia Gneysen verkauft 1527 das letzte Stück des Sallerner Erbes an Dominikus Stocker aus Innsbruck.
Die weiteren Besitzer von Wolfshausen sind 1528 Thurn zu Neupern, 1531 Thomann Purcktstaler von Landshut, 1540 Sebastian von Marolting zu Hornbach, 1652 das Jesuitenkolleg Landshut und dann ab 1774 das Stift St. Sebastian in Ebersberg. Bis 1808 gehörte Wolfshausen dann dem Malteserorden.
Bereits 1616 und ebenso 1737 heißt es, „Wolfshaußen, ein Hoffmark, darbej ein eingefallenes Schloß“, die Burg ist also zu Beginn des 17. Jahrhunderts bereits abgegangen.